# 閉包 (位相空間論)
数学において、位相空間の部分集合の閉包（へいほう、英: closure）は、その部分集合の触点（部分集合の点とそれらの集積点）を全て集めて得られる集合である。直観的には、部分集合の触点とはその部分集合の「いくらでも近く」にある点と考えられる。閉包の概念は様々な意味で開核の概念の双対になっている。

## 定義

### 触点
ユークリッド空間の部分集合 S に対して、点 x が S の触点（閉包点）(英語: adherent point, closure point, point of closure)であるとは、x を中心とする任意の開球体が必ず S の点を少なくとも一つ含むときにいう（x が S に属するときは、所期の点として x 自身を選んでよい）。
この定義は「ユークリッド空間」の部分を「任意の距離空間 X」に書き換えて直ちに一般化することができる。きちんと述べれば、距離 d を持つ距離空間 X に対して、X の点 x が X の部分集合 S の触点であるとは、各 r > 0 に対して S の適当な点 y を選べば d(x, y) < r とできるときにいう（やはり y = x ととり得る）。これは、式で書けば x が
d(x, S) := inf{d(x, s) : s ∈ S} = 0
を満たすことに他ならない。これをさらに「開球体」の代わりに「近傍」を考えて、一般の位相空間に対するものに一般化することができる。すなわち、位相空間 X の部分集合 S に対して、X の点 x が S の触点であるとは、x の任意の近傍が必ず S の点を少なくとも一つ含むときに言う（この定義は、近傍の定義にそれが開であることを含むか否かに依らない）。

### 集合の閉包
集合 S の閉包とは、S の触点全体の成す集合を言い、cl(S) や Cl(S) あるいは S や S− などで表す。集合の閉包は以下のような性質を持つ。
- cl(S) は S を含む閉集合（閉拡大集合）である。
- cl(S) は S を含む閉集合全ての交わりに一致する。
- cl(S) は S を含む最小の閉集合である。
- 集合 S が閉であるための必要十分条件は S = cl(S) を満たすことである。
- S が T の部分集合ならば cl(S) は cl(T) の部分集合である。
- A が閉集合であるならば、A が S を含むことと A が cl(S) を含むこととは同値である。

二番目と三番目の性質はしばしば位相的な閉包（作用素）の定義として用いられるもので、また他の種類の閉包作用に対しても意味を持つ（後述）。
（距離空間などの）第一可算空間では、cl(S) は S 内のあらゆる収斂点列の極限全体の成す集合に一致する。一般の位相空間に対しては、「点列」を「有向点族」または「フィルター」に置き換えたものが成り立つ。
双対性により、上記の性質において、「閉包」・「拡大集合」・「交叉」・「含む」・「最小」・「閉」をそれぞれ「内部」・「部分集合」・「合併」・「含まれる」・「最大の」・「開」に置き換えたものもやはり成立する。詳細は後述。

## 例
- X が実数全体の成す一次元ユークリッド空間 R のとき、cl((0, 1)) = [0, 1] が成り立つ。
- X = R のとき、有理数全体の成す部分集合 Q の閉包は R 全体に一致する。これを以って Q は R において稠密であるという。
- X をガウス平面 C = R2 とすれば cl({z ∈ C : |z| > 1}) = {z ∈ C : |z| ≥ 1} が成り立つ。
- S がユークリッド空間の有限部分集合ならば cl(S) = S が成り立つ。一般の位相空間においてこの性質は T1-分離公理と同値である。

実数全体の成す集合 R に通常の位相とは異なる位相を入れる場合には、先の例とは結果が異なりうる。
- X = R で R に下極限位相を入れるとき、cl((0, 1)) = [0, 1) が成り立つ。
- R の全ての部分集合が（開かつ）閉であるような位相を考えれば、cl((0, 1)) = (0, 1) が成り立つ。
- R 上の位相で、空集合と R 自身のみが（開かつ）閉となるものを考えれば、cl((0, 1)) = R が成り立つ。

これらの例から、与えられた部分集合の閉包というのが、その台となる空間のうえの位相に依存していることが諒解される。後二者の例はもっと一般に
- 任意の離散空間では、任意の部分集合が（開かつ）閉であるから、任意の部分集合はその閉包に一致する。
- 任意の密着空間 X では、（開かつ）閉集合は空集合と X 自身のみであるから、空集合の閉包は空集合であり、空でない任意の部分集合 A に対しては cl(A) = X が成り立つ。すなわち、密着空間の任意の空でない部分集合は稠密部分集合である。

という形で述べることができる。
集合の閉包は、どの空間で閉包にとるかによっても変わってくる。例えば、X を有理数全体の成す集合 Q に（ユークリッド空間 R から誘導される部分空間としての）通常の位相を入れたものとし、S = {q ∈ Q : q2 > 2} とすれば、S は Q において閉であり S の Q における閉包は S 自身に一致するが、S のユークリッド空間 R における閉包は {\displaystyle {\sqrt {2}}} 以上の実数全体の成す集合になる。

## 性質
集合 S が閉集合であるための必要十分条件は Cl(S) = S を満たすことである。特に、空集合の閉包は空集合（Cl(∅) = ∅）であり、全体集合 X の閉包は X に一致する（Cl(X) = X）。
集合族の交わりの閉包は、各集合の閉包の族の交わりに必ず含まれる（が、必ずしも一致しない）。また、有限個の集合の合併については、合併の閉包と（各集合の）閉包の合併とは一致する。零個の集合の合併は空集合とする規約の下で、最初の空集合の閉包についての主張はこれに含まれると考えることができる。無限個の合併では、等号が必ずしも成り立つわけではないが、合併の閉包は必ず閉包の合併を含む。式で書けば
{\displaystyle {\begin{aligned}{\overline {A\cap B}}&\subset {\bar {A}}\cap {\bar {B}},&{\overline {\bigcap _{\lambda \in \Lambda }S_{\lambda }}}&\subset \bigcap _{\lambda \in \Lambda }{\bar {S}}_{\lambda },\\{\overline {A\cup B}}&={\bar {A}}\cup {\bar {B}},&{\overline {\bigcup _{\lambda \in \Lambda }S_{\lambda }}}&\supset \bigcup _{\lambda \in \Lambda }{\bar {S}}_{\lambda }\end{aligned}}}
などのように表せる。
A を位相空間 X の S を含む部分空間とするとき、S の A における閉包は、S の X における閉包と A との交わりに等しい。すなわち
{\displaystyle {\text{Cl}}_{A}(S)=A\cap {\text{Cl}}_{X}(S)}
が成り立つ。特に S が A において稠密となるための必要十分条件は、A が ClX(S) の部分集合となることである。

## 閉包作用素
閉包作用素 − は
{\displaystyle {\bar {S}}=X\smallsetminus (X\smallsetminus S)^{\circ }}
および
{\displaystyle S^{\circ }=X\smallsetminus {\overline {X\smallsetminus S}}}
が成り立つという意味で、開核作用素 o の双対である。ただし、X は S を含む位相空間とし、逆斜線は集合論的差を表すものとする。
従って、閉包作用その抽象論およびクラトフスキーの閉包公理は、集合とその補集合とを入れ替える操作で、直ちに開核作用素についてのものに翻訳することができる。

## 圏論的な解釈
閉包作用素は、以下のように普遍射を用いるとすっきりと定義することができる。
集合 X の冪集合は半順序集合として、X の部分集合を対象とし、包含写像を射とする圏 P と看做すことができる。さらに X 上の位相 T は P の部分圏であり、包含函手 I: T → P を考えることができる。X の部分集合 A を固定して、A を含む X の閉集合全体のなす集合族をコンマ圏 (A ↓ I) と同一視すれば、この（半順序集合でもある）圏は始対象として Cl(A) を持つ。ゆえに、A から I への普遍射が存在し、それは包含射 A → Cl(A) で与えられる。
同様に、X ∖ A を含む任意の閉集合は A に含まれる開集合と対応するから、コンマ圏 (I ↓ X ∖ A) を A に含まれる開集合全体のなす集合と解釈することができて、A の内部 Int(A) がその終対象を与える。
閉包作用素の持つ性質は全てこの定義（と上記の圏のいくつかの性質）から導くことができる。さらにこの定義が普遍射として述べられていることにより、やはり普遍射として記述される他の種類の閉包（たとえば代数閉包）などと位相的な閉包との間の類似対応が明確になるという利点がある。

## 関連する概念
触点の概念は集積点（極限点）の概念に近しい関係を持つ。これらの定義の差異はわずかだがその違いが重要であって、集積点の場合にはその定義において点 x の近傍は所期の集合の「x 以外の」点を含むのでなければならない。
したがって、任意の集積点は触点となるが、逆は必ずしも成り立たない。触点であって集積点でないような点は孤立点という。すなわち、点 x が S の孤立点であるとは、それが S の点であって、かつ x の近傍で S の点を含むものは x のみからなる近傍以外に存在しないときにいう。
集合 S と点 x が与えられたとき、x が S の触点であるための必要十分条件は x が S の元であるか、さもなくば S の集積点となることである。